# Jens Harzer
Jens Harzer (Wiesbaden, 14 marzo 1972) è un attore tedesco.

## Filmografia parziale

### Cinema
- Hades, regia di Herbert Achternbusch (1995)
- My Mother's Courage, regia di Michael Verhoeven (1995)
- Requiem, regia di Hans-Christian Schmid (2006)
- Same Same But Different, regia di Detlev Buck (2009)
- Boy 7, regia di Özgür Yildirim (2015)
- I bei giorni di Aranjuez (Les beaux jours d'Aranjuez), regia di Wim Wenders (2016)

### Televisione
- Annas Heimkehr - film TV (2003)
- Il bambino nella valigia (Nackt unter Wölfen) - film TV (2015)
- Ruhe! Hier stirbt Lothar - film TV (2021)
- Tatort - serie TV, 3 episodi (2016-2021)
- Babylon Berlin - serie TV, 40 episodi (2017-2022)